# T-Square
T-Square, noti in precedenza come The Square, sono un gruppo musicale jazz fusion giapponese formatosi nel 1976.

## Membri
Lista parziale
- Takeshi Itoh – sassofono (1977–1990, 2000–presente)
- Satoshi Bandoh – batteria (2004–presente)
- Masato Honda – sassofono (1991–1998; dal 2022 collaboratore)
- Takahiro Miyazaki – sassofono (1998–2000)
- Masahiro Andoh – chitarra (1976–2021)
- Hirotaka Izumi – tastiera (1982–1998)
- Keiji Matsumoto – tastiera (1998–1999, dal 2021 collaboratore)
- Keizoh Kawano – tastiera (2000–2004)
- Toyoyuki Tanaka – basso (1981–1986)
- Mitsuru Sutoh – basso (1986–2000)
- Michael S. Kawai – batteria (1977–1979)
- Tohru Hasebe – batteria (1982–1985)
- Hiroyuki Noritake – batteria (1985–2000)
- Kiyohiko Semba – percussioni (1978–1980)

## Discografia parziale
- 1978 - Lucky Summer Lady
- 1978 - Midnight Lover
- 1979 - Make Me a Star
- 1980 - Rockoon
- 1981 - Magic
- 1982 - Kyakusenbi no Yuhwakuè
- 1983 - Uchi Mizu ni Rainbow
- 1984 - Adventures
- 1984 - Stars and the Moon
- 1985 - R.E.S.O.R.T.
- 1986 - S.P.O.R.T.S.
- 1987 - Truth
- 1988 - Yes, No
- 1989 - Wave
- 1990 - Natural
- 1991 - New-S
- 1992 - Impressive
- 1993 - Human
- 1994 - Summer Planet (夏の惑星, Natsu no Wakusei)
- 1996 - B.C.A.D.
- 1997 - Blue in Red
- 1998 - Gravity
- 1999 - Sweet and Gentle
- 2000 - T-Square
- 2000 - Friendship